# Tres Ombúes – Pueblo Victoria

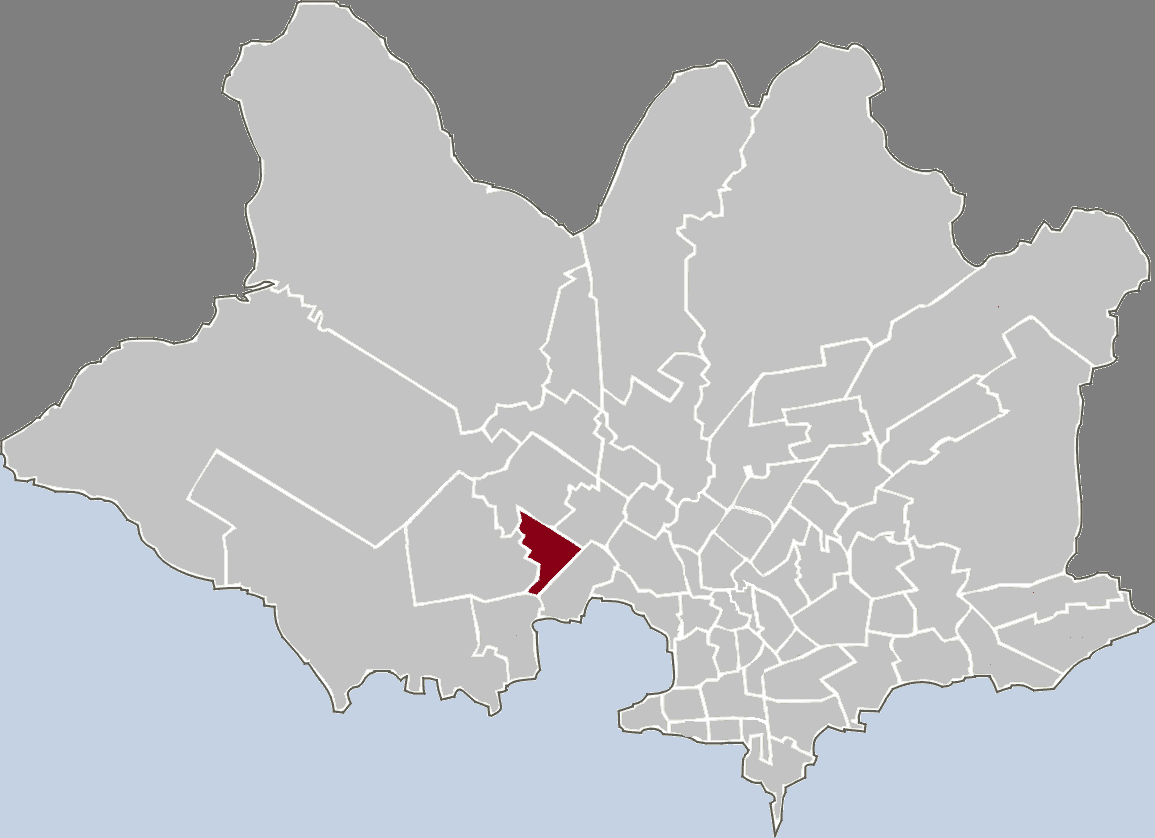
Lage von Tres Ombúes – Pueblo Victoria in Montevideo

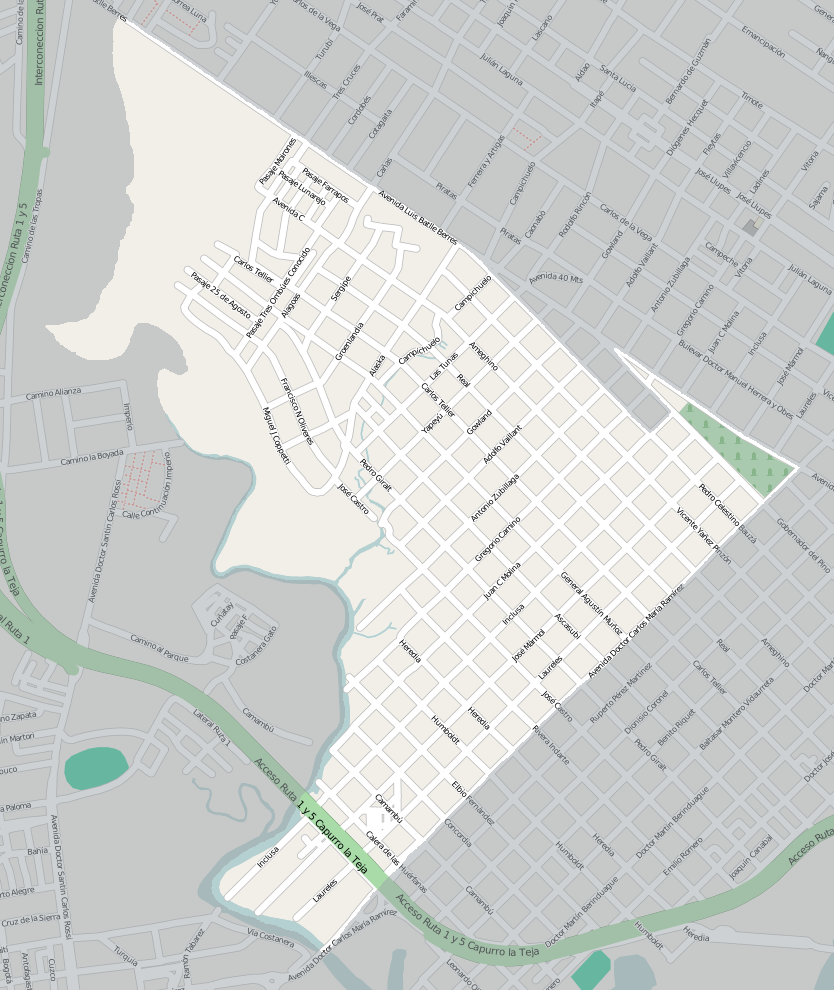
Plan von Tres Ombúes – Pueblo Victoria

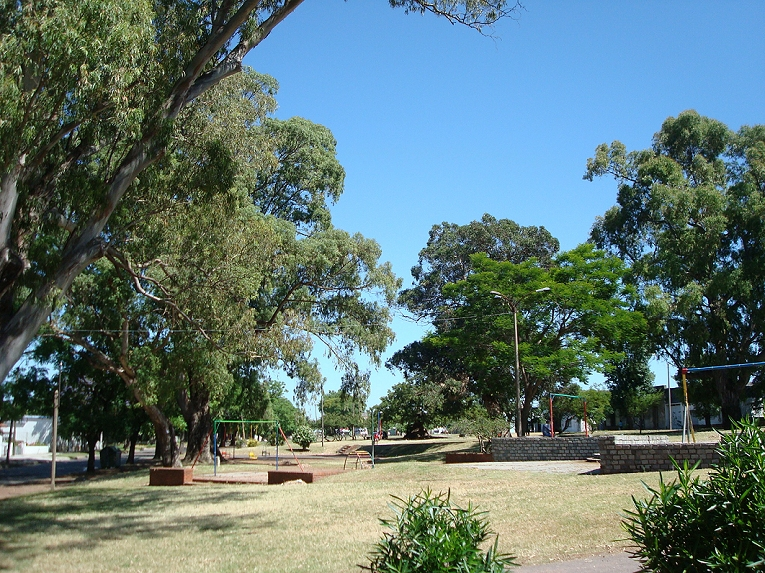
Park in Tres Ombúes

Tres Ombúes – Pueblo Victoria ist ein Stadtviertel (barrio) der uruguayischen Hauptstadt Montevideo.

## Lage
Es befindet sich nordwestlich des Stadtkerns im Süden des Departamentos Montevideo. Tres Ombúes – Pueblo Victoria grenzt nach Angaben des Instituto Nacional de Estadística (INE) dabei im Südosten an La Teja, im Süden an Cerro und im Westen an La Paloma - Tomkinson. Während im Norden Nuevo París anschließt, führt im Nordosten Belvedere das Stadtgebiet fort. Das Gebiet von Tres Ombúes – Pueblo Victoria ist dem Municipio A zugeordnet.